# Alfredo Bouvier
Luigi Giuseppe Alfredo Bouvier (Cesana Torinese, 25 settembre 1856 – Pinerolo, 8 settembre 1947) è stato un avvocato e politico italiano.